# Círculo de Segú
Ségou es una subdivisión administrativa (cercle o círculo) de la región de Segú, en Malí. En abril de 2009 tenía una población censada de 696 115 habitantes y estaba formada por las siguientes comunas o municipios, que se muestran igualmente con población de abril de 2009:
- Baguindadougou 10,391
- Bellen 6,915
- Boussin 11,504
- Cinzana 36,073
- Diédougou 16,529
- Diganibougou15,620
- Dioro 46,621
- Diouna 9,142
- Dougabougou 27,951
- Farako 11,771
- Farakou Massa 14,710
- Fatiné 25,144
- Kamiandougou 15,177
- Katiéna 34,112
- Konodimini 15,913
- Markala 45,926
- Massala 7,304
- N'Gara 11,706
- N'Koumandougou 13,656
- Pelengana 55,847
- Sakoïba18,286
- Sama Foulala 7,032
- Saminé 12,320
- Sansanding 23,399
- Sébougou 16,250
- Ségou 133,501
- Sibila 19,105
- Soignébougou 3,099
- Souba 20,050
- Togou 11,061[1]